# Armand Duplantis
Armand Gustav "Mondo" Duplantis (Lafayette, 10 de novembre de 1999) és un saltador de perxa suec-estatunidenc, que té les plusmarques actuals a l'aire lliure i en pista coberta (6,29 metres), dues voltes campió olímpic (2021 i 2024) i dos cops campió del món en aire lliure (2022 i 2023), un cop campió del món en pista coberta (2022), dos cops campió europeu en aire lliure (2018 i 2022) i un cop en pista coberta (2021), i tres cops campió de la Diamond League (2021, 2022 i 2023). Va aconseguir la medalla de plata al Campionat del Món d'atletisme de 2019. A més, Duplantis va ser campió del Campionat del Món Juvenil d'atletisme de 2015 quan tenia 15 anys, i va aconseguir el títol al Campionat Europeu d'Atletisme Sub-20 de 2017 i al Campionat Mundial d'Atletisme Sub-20 de 2018.
Va ser triat Atleta de l'any per World Athletics els anys 2020 i 2022.

## Biografia
Duplantis va néixer en una família esportista a Lafayette, Louisiana, Estats Units d'Amèrica. El seu pare, Greg Duplantis, és un saltador de perxa retirat amb una marca personal de 5,80 metres, de nacionalitat americana i d'ascendència cajun; mentre que la seva mare, Helena (Hedlund de cognom de soltera), és una exheptatleta i exjugadora de voleibol de nacionalitat sueca. Els seus dos germans grans, Andreas i Antoine, i la seva germana petita, Johanna, també van practicar esports. Andreas va representar Suècia com a saltador de perxa als Campionats del Món Juvenils d'Atletisme de 2009 i 2012, mentre que Antoine va deixar el salt de perxa pel beisbol durant l'escola secundària abans d'entrar a la Louisiana State University on va ser el capità de l'equip de la universitat el 2019.

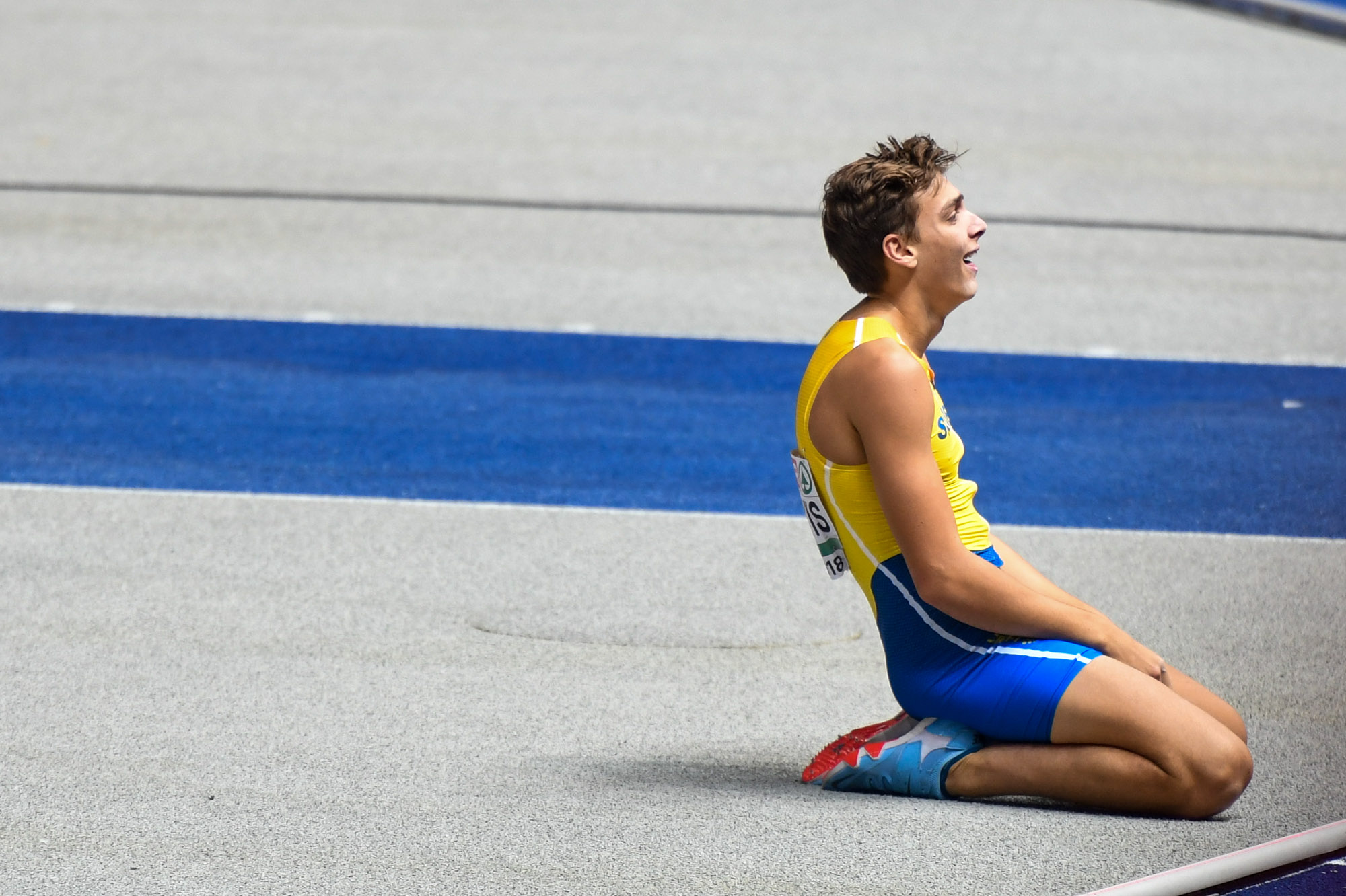
Duplantis va aconseguir el seu primer títol absolut al Campionat d'Europa d'Atletisme de 2018 disputat a Berlin, quan tenia 18 anys.

Tot i que va créixer en una llar on es parlava l'anglès, Duplantis va aprendre prou suec com la seva segona llengua. Animat per la seva mare, Duplantis va fer classes a través de Skype per millorar-ne la fluïdesa i cap al 2020 creia que entenia els parlants nadius molt millor que en el passat. Durant aquest temps, la seva mare comentava que, tot i que Duplantis s'avergonyia de parlar suec en públic, ho feia amb molt de gust en privat, on estava menys pressionat. Cap al 2021, després de guanyar l'or olímpic, el seu nivell havia augmentat fins al punt que es trobava còmode fent entrevistes completament en suec. Antigament, Duplantis lamentava que un obstacle per a la millora del seu suec era l'alt nivell d'anglès a Suècia, cosa que provocava que els parlants nadius li parlessin en llengua anglès.

Després de guanyar el Jerringpriset com a atleta més popular de Suècia el 2020, Duplantis va dir que se sentia alleugerit en veure que el públic suec l'havia acceptat. Durant els Jocs Olímpics d'estiu de 2020, Duplantis també va explicar que la tria per competir representant Suècia va ser molt fàcil després de veure l'experiència del seu germà gran quan era jove i de la seva estima pel país quan era nen, però que també tenia una forta connexió amb Lafayette. Duplantis normalment passa els hiverns a Louisiana i els estius a la ciutat sueca d'Uppsala; aquestes èpoques de l'any coincideixen en el moment en el qual els climes d'ambdós llocs són els millors per a entrenar. El municipi de la ciutat sueca d'Avesta (on va néixer la mare de Duplantis) va erigir una barra de salt de perxa al costat del gran monument del cavall de Dalarna per mostrar l'alçada del seu rècord mundial, cosa que va fer que Duplantis "arrenqués a plorar" quan se'n va assabentar davant del significat del que havia aconseguit.
Duplantis va provar el salt de perxa per primer cop quan tenia tres anys a la casa familiar a Lafayette, i va progressar ràpidament; quan tenia set anys va aconseguir el seu primer rècord en el seu grup d'edat, i el seu salt de 3,86 metres quan tenia 10 anys va batre el rècord mundial també de nens d'11 i 12 anys. Des del juliol de 2015 té el rècord mundial en tots els grups d'edat des dels 7 fins als 12 anys; i va tenir el rècord dels nens de 13 anys fins que va ser superat el maig de 2015.

### 2015: campió del món sub-18
L'any 2015, en el seu primer any a la Lafayette High School, Duplantis va aconseguir els rècords nacionals a l'aire lliure i en pista coberta d'estudiants de primer any i va ser elegit atleta estudiant masculí de l'any a Louisiana. Com que té la ciutadania dels Estats Units i Suècia, Duplantis podia triar ambdós països per competir internacionalment; el juny de 2015 es va anunciar que havia triat Suècia. Duplantis va representar Suècia per primer cop al Campionat del Món d'Atletisme Juvenil de 2015 disputat a Cali (Colòmbia); va guanyar l'or amb un primer intent de 5,30 m, millorant la seva marca personal en dos centímetres i aconseguint un nou rècord del campionat.

### 2016
Duplantis va aconseguir saltar 5,49 m en una trobada d'instituts de secundària a Baton Rouge el 6 de febrer de 2016, aconseguint un nou rècord del món en competidors de 16 anys, millor rècord mundial juvenil en pista coberta i rècord nacional de secundària en pista coberta; va ser el primer atleta estudiant de secundària en superar els 18 peus en pista coberta. Emmanouil Karalis de Grècia, de la mateixa edat que Duplantis, va batre el seu rècord mundial amb un salt de 5.53 m una setmana més tard.

### 2017: rècord del món sub-20 i campió europeu de sub-20
L'11 de febrer de 2017, als Millrose Games, Duplantis va saltar 5,75 m i va batre el rècord del món júnior en pista coberta. Aquesta marca va ser ratificada per la IAAF. Un mes més tard, va millorar fins a 5,82 m en les mateixes instal·lacions durant els New Balance National Scholastic Championships. Aquesta marca no es va ratificar a causa de l'ús de longituds de clavilles incorrectes. El 1r d'abril de 2017, Duplantis va saltar 5,90 m al Nike Clyde Littlefield Texas Relays, millorant el seu rècord personal i aconseguint un nou rècord del món júnior. El salt també va convertir-se en el rècord sènior suec per 3 cm. La IAAF va reconèixer el rècord representant Suècia, i la Federació Americana d'Atletisme ho va fer pel que fa al rècord júnior americà.

### 2018: campió del món sub-20, primer títol europeu i primer salt de més de 6 m
Duplantis va començar el 2018 millorant el rècord del món júnior en pista coberta en saltar 5,83 m al Pole Vault Summit de Reno (Nevada, Estats Units). Després va batre el seu rècord en pista coberta amb una marca de 5,88 m i va arribar a 6,05 m al Campionat d'Europa d'atletisme de 2018. El salt de 6,05 m el va classificar empatat com el cinquè millor saltador de perxa de la història i empatat com el segon millor a l'aire lliure.

### 2019: medalla de plata al campionat del món
Duplantis va acabar segon al Campionat del Món d'atletisme de 2019 celebrat a Doha (Qatar), aconseguint un salt de 5,97 m en el seu tercer intent.

### 2020: primer rècord del món
El 4 de febrer, Duplantis va saltar 6,00 m en pista coberta en la seva primera competició de l'any. Després de tres intents, va aconseguir un nou rècord mundial de 6,17 m. En el seu segon intent, va superar la barra però la va tocar amb el braç quan descendia.
El 8 de febrer, Duplantis va batre el rècord del món, que tenia Renaud Lavillenie des de feia gairebé 6 anys, amb un salt de 6,17 m a Toruń (Polònia). Una setmana més tard, el 15 de febrer, a Glasgow, va superar el rècord saltant 6,18 m.
El 19 de febrer, Duplantis va guanyar el Meeting Hauts de France Pas de Calais després de saltar 6,07 m; després va fer tres intents fallits per aconseguir un nou rècord de 6,19 m. Uns dies després, el 23 de febrer, va guanyar l'All Star Perche a Clermont-Ferrand saltant 6,01 m en la seva última competició en pista coberta de l'any, que va acabar amb nous intents fallits de 6,19 m. El 14 de juliol, va aconseguir una beca de la princesa Victòria de Suècia.

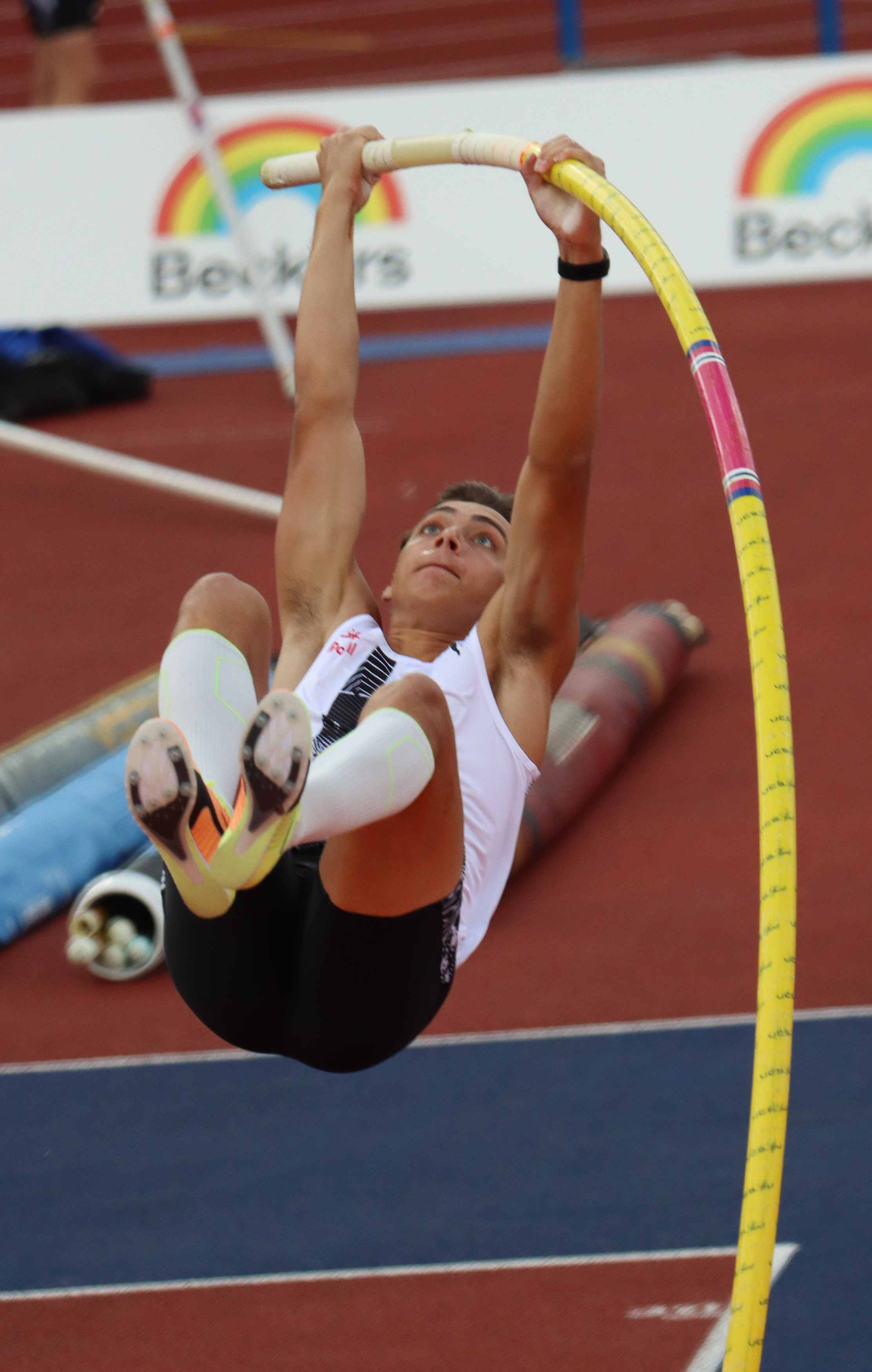
Mondo Duplantis al BAUHAUS-galan meeting de 2020 a Estocolm

El 17 de setembre a la Diamond League disputada a Roma, Duplantis va batre el rècord en aire lliure de Sergey Bubka de 6,14 m després de fer un salt de 6,15 m en el seu segon intent. S'ha de tenir en compte que la IAAF no reconeix el salt amb perxa en pista coberta i en aire lliure com a esdeveniments separats; Duplantis ja ostentava el rècord mundial amb el seu salt de 6,18 m en pista coberta el febrer del 2020.
El 1r de desembre, se li va concedir la medalla d'or del Svenska Dagbladet a l'esdeveniment esportiu suec més significatiu de l'any.

### 2021: títol olímpic a Tòquio i títol europeu en pista coberta
El 6 de març, Duplantis va competir al Campionat d'Europa d'atletisme en pista coberta de 2019. Era el gran favorit per guanyar el títol després de la lesió de Renaud Lavillenie, que el va privar de competir en l'esdeveniment. Duplantis va haver de lluitar amb Piotr Lisek i el germà petit de Lavilleine, Valentin, que van aconseguir bronze i plata respectivament (i l'últim amb rècord personal). No obstant això, Duplantis va aconseguir un nou rècord del campionat amb un salt de 6.05 m abans de fer tres intents fallits de superar els 6,19 m, amb el segon intent a punt de superar el rècord mundial.
Als Jocs Olímpics d'estiu de 2020 de Tòquio, celebrats el 2021, Duplantis va aconseguir la medalla d'or quan va fer un primer salt de 6,02 m, i després va estar molt a prop de batre el seu propi rècord del món.

### 2022: nous rècords del món, primers títols del món i segon títol europeu
El 7 de març, Duplantis va batre el seu propi rècord del món després de saltar 6,19 m al Belgrade Indoor Meeting. Dos setmanes més tard, al Campionat d'Europa d'atletisme en pista coberta de 2022 a Belgrad, va guanyar la medalla d'or després de batre de nou el rècord del món, en saltar 6,20 m.
El 30 de juny, al BAUHAUS-galan, Duplantis va superar el seu rècord del món en aire lliure de 6,15 m aconseguit l'any 2020 en saltar 6,16 m.
El 24 de juliol, va batre de nou el seu rècord del món al Campionat del Món d'atletisme de 2022 celebrat a Eugene, Oregon (Estats Units), en fer un salt de 6,21 m.
Als Campionats Europeus de 2022 celebrats a Múnic, va guanyar l'or i va superar el rècord del campionat amb un salt de 6,06 m.
Duplantis va acabar la seva temporada el setembre amb un salt de 6.07 m a la final de la Diamond League celebrada a Zúric i va mantenir el Trofeu Diamant.

### 2023: sisè i setè rècords del món
Duplantis va començar l'any 2023 amb un salt de 6,10 m al Mondo Classic d'Uppsala, que duu el seu nom. El seu salt va ser el guanyador i no només també el seu millor salt inicial, sinó el millor salt inicial de qualsevol saltador de perxa de la història. També va superar el rècord de Bubka d'11 salts de 6,10 m o superior (incloent esdeveniments en pista coberta i a l'aire lliure). El 25 de febrer al campionat de pista coberta All Star Perche celebrat a Clermont-Ferrand (França), Duplantis va superar de nou el rècord del món, amb un salt de 6,22 m. Va ser el seu 60è salt de més de sis metres. El 17 de setembre, va superar el seu propi rècord del món en saltar 6,23 m al Prefontaine Classic d'Eugene, Oregon.

### 2024: títol olímpic a París i vuitè i novè rècords del món
El 2024 s'iniciava revalidant el títol en el Campionat del Món en pista coberta a Glasgow, amb un salt de 6,05 m. El 20 d'abril, aconseguia el seu vuitè rècord del món, en la primera prova de la Diamond League, celebrada a Xiamen. El seu salt va ser de 6,24m en el primer intent. Uns mesos després, el 5 d’agost, va tornar a batre el rècord del món en la final dels Jocs Olímpics d’Estiu de 2024 amb un salt de 6,25 m.

## Historial de competició
| Any  | Competició                          | Seu                    | Posició | Marca        |
| ---- | ----------------------------------- | ---------------------- | ------- | ------------ |
| 2015 | Campionat del Món Sub18             | Cali, Colòmbia         | 1r      | 5,30 m CR    |
| 2016 | Campionat del Món Sub20             | Bydgoszcz, Polònia     | 3r      | 5,45 m       |
| 2017 | Campionat d'Europa Sub20            | Grosseto, Itàlia       | 1r      | 5,65 m CR    |
| 2017 | Campionat del Món                   | Londres, Regne Unit    | 9è      | 5,50 m       |
| 2018 | Campionat del Món en pista coberta  | Birmingham, Regne Unit | 8è      | 5,70 m       |
| 2018 | Campionat del Món Sub20             | Tampere, Finlàndia     | 1r      | 5,82 m CR    |
| 2018 | Campionat d'Europa                  | Berlín, Alemanya       | 1r      | 6,05 m WU20R |
| 2019 | Campionat del Món                   | Doha, Qatar            | 2n      | 5,97 m       |
| 2020 | World Athletics Indoor Tour         | Torun, Polònia         | 1r      | 6,17 m WR    |
| 2020 | World Athletics Indoor Tour         | Glasgow, Escòcia       | 1r      | 6,18 m WR    |
| 2021 | Campionat d'Europa en pista coberta | Torun, Polònia         | 1r      | 6,05 m CR    |
| 2021 | Jocs Olímpics                       | Tòquio, Japó           | 1r      | 6,02 m       |
| 2022 | Meeting en pista coberta            | Belgrad, Sèrbia        | 1r      | 6,19 m WR    |
| 2022 | Campionat del Món en pista coberta  | Belgrad, Sèrbia        | 1r      | 6,20 m WR    |
| 2022 | Campionat del Món                   | Oregon, EEUU           | 1r      | 6,21 m WR    |
| 2022 | Campionat d'Europa                  | Múnic, Alemanya        | 1r      | 6,06 m CR    |
| 2023 | Campionat del Món                   | Budapest, Hongria      | 1r      | 6,10 m       |
| 2024 | Campionat del Món en pista coberta  | Glasgow                | 1       | 6,05 m       |
| 2024 | Jocs Olímpics d'Estiu de 2024       | París, França          | 1r      | 6,25 m WR    |